# Shunta Nakamura
Shunta Nakamura (født 10. maj 1999) er en japansk fodboldspiller, som spiller for den japanske fodboldklub Thespakusatsu Gunma.